# Robert P. McCulloch
Robert Paxton McCulloch (San Luis, Misuri, Estados Unidos; 11 de mayo de 1911 - Los Ángeles, California; 25 de febrero de 1977) fue un empresario estadounidense, conocido por las motosierras McCulloch.

## Biografía
Robert Paxton McCulloch nació el 11 de mayo de 1911 en Misuri como hijo de Richard McCulloch y Mary Grace Beggs. Su abuelo, John I. Beggs, hizo su fortuna implementando las centrales eléctricas de Thomas Edison en ciudades de todo el mundo, fabricando y vendiendo tranvías eléctricos y fundando el sistema de servicios públicos de Milwaukee. McCulloch, junto con sus dos hermanos , heredó la fortuna de su abuelo en 1925. 
Dos años después de graduarse de la Universidad Stanford, se casó con Barbra Ann Briggs, cuyo padre era Stephen Foster Briggs de Briggs and Stratton. Su primer esfuerzo de fabricación fue McCulloch Engineering Company, ubicada en Milwaukee (Wisconsin). Allí construyó motores de carreras y sobrealimentadores. De unos 30 años, vendió la compañía a Borg-Warner Corporation por US$1 000 000 (un millón de dólares estadounidenses). 
McCulloch luego fundó McCulloch Aviation; y, en 1946, cambió el nombre de su empresa a McCulloch Motors Corporation. Construyendo pequeños motores de gasolina, sus competidores incluían a sus suegros y Ralph Evinrude. Evinrude lideró el mercado de motores para botes, mientras que Briggs y Stratton se adelantaron en el mercado de las cortadoras de césped y los tractores de jardín.

## Motosierras
Fue el nicho de la motosierra que dominó McCulloch, comenzando con la primera motosierra con su nombre, fabricada en 1948. La motosierra de McCulloch se utilizó para cortar el hielo y los árboles del lago. Al año siguiente, el modelo 3-25 de McCulloch revolucionó aún más el mercado con la motosierra liviana para un solo hombre. 

## Petróleo y desarrollo
En la década de 1950, McCulloch fundó McCulloch Oil Corporation, que se dedicaba a la exploración de petróleo y gas, el desarrollo de tierras y la energía geotérmica. 
A pesar del liderazgo en el mercado de Evinrude, McCulloch continuó buscando el mercado de fueraborda durante la próxima década. Esto lo llevó a Lake Havasu en lo que entonces era el condado de Mohave, Arizona, en busca de un sitio de prueba. (En 1983, el condado de La Paz se estableció en la parte sur del condado de Mohave). McCulloch compró 3.500 acres (1.400 ha) de propiedad junto al lago a lo largo de Pittsburgh Point. En 1963 en los escalones del palacio de justicia de Kingman, McCulloch compró una parcela de 67 km 2 (26 millas cuadradas) de desierto árido que se convertiría en el sitio de la ciudad de Lake Havasu. En ese momento era la mayor extensión de tierra estatal jamás vendida en Arizona, y el costo por acre estaba por debajo de los 75 dólares estadounidenses.
Para estimular el crecimiento de la ciudad, en 1964 McCulloch abrió una planta de fabricación de motosierras allí. En dos años había tres plantas de fabricación, con unos 400 empleados. Otras comunidades desarrolladas por McCulloch Oil incluyen Fountain Hills (Arizona), Pueblo West (Colorado) y Spring Creek (Nevada).

## Compra del Puente de Londres
En 1968, McCulloch buscaba una atracción única para su ciudad, que finalmente lo llevó a Londres. A principios de la década de 1960, era evidente que el "Nuevo" Puente de Londres de 1831 de John Rennie se hundía gradualmente en el río Támesis y la Corporación de la Ciudad de Londres decidió que se necesitaba un nuevo puente. En lugar de demoler el puente existente, decidieron subastar el monumento histórico.
Al presentar su oferta por el puente, McCulloch duplicó el costo estimado de desmantelamiento de la estructura, que fue de US $ 1,2 millones de dólares, lo que elevó el precio a US $ 2,4 millones de dólares. Luego agregó US $ 60,000, mil dólares de dólares por cada año de su edad en el momento en que estimó que se levantaría el puente en Arizona. Su gesto le valió la oferta ganadora, aunque hubo muy poca competencia.
Se necesitaron tres años para completar el proyecto. La estructura fue desmantelada bloque a bloque, con cada bloque marcado con un número y su posición catalogada. Las piezas de granito se apilaron en los muelles comerciales de Surrey y luego se enviaron a través del Canal de Panamá a Long Beach (California). Desde Long Beach, los bloques de granito se transportaron tierra adentro 300 millas (500 km). El puente fue reensamblado haciendo coincidir las piedras numeradas y rellenando debajo del puente con tierra nativa como apoyo durante la reconstrucción. El trabajo fue realizado por Sundt Construction.
La atracción se abrió el 10 de octubre de 1971 con elaborada fanfarria: fuegos artificiales, un desfile, entretenimiento y celebridades, como Bonanza 's Lorne Greene y dignatarios como el alcalde de Londres. 
Con la compra del puente, McCulloch aceleró su campaña de desarrollo, aumentando el número de vuelos a la ciudad. En ese momento, el aeropuerto estaba ubicado en la isla. Los vuelos gratuitos a Lake Havasu duraron hasta 1978 y, según se informa, totalizaron 2.702 vuelos, lo que atrajo a 37.000 posibles compradores. 
Una leyenda urbana popular es que McCulloch creyó erróneamente que estaba comprando el Puente de la Torre más impresionante. London Bridge había sido comercializado en gran medida por el London Council en un esfuerzo por venderlo en todo el mundo. Ivan Luckin, el concejal que vendió el puente, respondió "Por supuesto que no" cuando se le preguntó si McCulloch había creído que estaba comprando el puente de la torre.

## Muerte
McCulloch murió el 25 de febrero de 1977 en Los Ángeles de una sobredosis accidental de alcohol y barbitúricos.

## Otras invenciones
McCulloch también desarrolló un sobrealimentador centrífugo para uso automotriz. Al principio, estos se producían y vendían con el nombre McCulloch; pero, en 1956, la división de supercargadores pasó a llamarse Paxton Superchargers. Coches notables como el Kaiser Manhattan de 1954-1955 y el Studebaker Golden Hawk de 1957 y el Ford Thunderbird F-Type tenían un McCulloch / Paxton Supercharger. El sobrealimentador también se utilizó en depuradores de CO 2 en submarinos de la Armada.
La compañía produjo un prototipo de automóvil, el Paxton Phoenix, con una capota rígida que se retraía sobre el maletero. El vehículo de 1953 promovió combustibles alternativos y tenía una máquina de vapor propuesta. La división se vendió en 1958, convirtiéndose en Paxton Automotive, que permanece en el negocio.
Los diversos intereses de McCulloch continuaron durante los últimos años de su vida. McCulloch construyó su primer avión en 1971 (el mismo año en que se inauguró oficialmente el Puente de Londres ), en Lake Havasu City. Era el McCulloch J-2 Gyroplane, una combinación híbrida de helicóptero y avión y fue probado en el verano de 1973 por James Patton, un piloto de la NASA. El sueño de McCulloch era ofrecer "un avión en cada garaje", promocionando un avión aparentemente simple que era fácil de volar y podía despegar desde un camino de entrada. Fabrica y vende alrededor de 100 aviones, pero el mercado nunca se desarrolló.